# Edward Binns
Edward Binns (Philadelphia, 12 september 1916 - Brewster, 4 december 1990) was een Amerikaanse toneel, film en televisieacteur. 
Nadat hij in verschillende Broadway producties had gespeeld, ging hij in films meespelen. Hij kreeg met name bekendheid vanwege zijn optredens in films, zoals 12 Angry Men, Judgment at Nuremberg en Patton. Ook heeft hij meegespeeld in verschillende televisieseries, zoals in M*A*S*H als generaal Korshak. Ook speelde hij een gastenrol in de aflevering I Shot an Arrow into the Air van de Amerikaanse televisieserie The Twilight Zone.
Hij was tot zijn dood getrouwd met actrice Elizabeth Franz.

## Filmografie (selectie)
- 1951: Teresa als Brown
- 1953: Vice Squad als Al Barkis
- 1956: Beyond a Reasonable Doubt als Lt. Kennedy
- 1957: 12 Angry Men als Jurylid #6
- 1959: The Man in the Net als State Police Capt. Green
- 1959: North by Northwest als Captain Junket
- 1960: Heller in Pink Tights als Sheriff Ed McClain
- 1961: Judgment at Nuremberg  als Senator Burkette
- 1964: The Americanization of Emily als Adm. Thomas Healy aka "Emily"
- 1970: Patton als Major General Walter Bedell Smith
- 1975: Night Moves als Joey Ziegler
- 1978: Oliver's Story als Phil Cavilleri
- 1979: The Man You Loved to Hate als zichzelf (stem)
- 1982: The Verdict als Bishop Brophy